# Agiortia cicatricata
Agiortia cicatricata là một loài thực vật có hoa trong họ Thạch nam. Loài này được (J.M.Powell) Quinn mô tả khoa học đầu tiên năm 2005.